# ハーメルンのバイオリン弾き
『ハーメルンのバイオリン弾き』（ハーメルンのバイオリンひき）は、渡辺道明によるファンタジー漫画、およびそれを原作としたアニメ、ゲームソフトなどの派生作品。
原作漫画はエニックスの雑誌『月刊少年ガンガン』で1991年4月号から2001年2月号まで連載された。2013年6月時点で累計発行部数は計680万部を突破している。
1995年にCDブック化、1996年にアニメ映画が公開され、引き続いて原作をダークファンタジーに大幅アレンジしたテレビアニメが1996年から1997年にかけて全25話放映された。

## 概要
元々は読切作品だったが、主人公が金にがめつい外道勇者で、巨大バイオリンから奏でる音楽（魔曲）の力で敵を倒すという珍しい設定から人気を博し、本格連載となった。話数カウントは“第○楽章”。
主人公の勇者が北の都に住む魔王を倒すために旅をするという王道ファンタジー作品。登場人物や地名などの名前は全て楽器や楽譜記号に由来し、随所にクラシック音楽をモチーフとして組み込んでいる。なお、また、主人公のハーメルやライエルの使用する魔曲としてクラシックの名曲が登場し、随所に曲にまつわるうんちくが披露される。
当初はコメディとして連載されたものの、主人公の出自の謎が明らかになると共にストーリーはシリアスが主軸となっていく。また、キャラ崩壊ともいえるギャグパートを唐突とも言えるタイミングで挟んでおり、これは凄惨な場面もままある展開に一息入れるため。
1995年にCDブック版が全3巻制作され、第1巻〜第5巻までの内容を収録。楽曲は松尾早人が担当。
1996年に当時の連載段階のサイザーが仲間になったばかりの設定でアニメ映画が制作（声優陣はドラマCDと同一で、CDブックの実質的な続編）。同年に放映されたTVアニメ版は殆どのギャグを排して声優陣を一新し、明るく人間賛歌的な原作を反転させたシリアスダークファンタジーとして大幅なアレンジを加えた。劇場版とテレビアニメ版の楽曲は田中公平が担当。
また、1996年から1997年までノベライズ版が全3巻発売。
2007年11月30日に発売された『増刊ヤングガンガン』Vol.2にて本編から10年後（エピローグから数年後）の話が外伝として書かれている。
また、2008年1月18日に発売された『ヤングガンガン』2008年3号〜2011年21号まで、上記の外伝からさらに数年後を描いた続編『ハーメルンのバイオリン弾き〜シェルクンチク〜』が連載された。単行本は全8巻。
現在、自費出版により本作の後日談で『シェルクンチク』以前の時代を描いた電子書籍『続ハーメルンのバイオリン弾き 愛のボレロ』をパブー（無料版が3話まで公開、全話試し読み可能）で連載中。ココカラコミックスで単行本が現在13巻まで続刊。
また、本作は現在絶版となっているが、Amazonで電子書籍版が全巻販売中（渡辺のファンクラブ有料会員加入者は特典として『続ハーメルン』も併せて全作品読み放題）。

## あらすじ
その昔、この世の全ての魔族が封じられたパンドラの箱があった。それを人間と天使のハーフである聖女パンドラが開けてしまい、溢れ出た魔族達は「千億の絶望」と呼ばれ、人間を滅ぼし世界を手中に収めようとしていた。しかし、最後に箱の中に残っていたのは希望だったのである―――
辺境の勇者・ハーメルは、特殊な楽器である巨大なバイオリンから奏でる音楽の力で魔族を打ち倒す魔曲使いだが、凛々しい美青年の外見とは裏腹に卑怯で金にがめつい悪徳勇者。ハーメルはお供の喋るカラス・オーボウと共に訪れたスタカット村で天涯孤独の村娘フルートと出会い、魔族から村を救った報奨金の代わりに旅に同行させることに。ハーメルは魔界軍の本拠地である北の都・ハーメルンを目指して旅をしているのだが、彼が常に身に着けている帽子の下には大きな秘密が隠されていた―――
旅の途中で出会ったハーメルの幼なじみでライバルのピアノ弾き・自称「愛の勇者」のライエルによれば、ハーメルの正体は魔族の王である大魔王ケストラーの実の息子で両親の仇なのだと言う。頭に角が生えた子供として産まれたハーメルは母のパンドラと共に迫害されながら育ち、14年前に村人と結託した魔族の罠により目の前でパンドラをさらわれたハーメルは怒りと悲しみで大魔王の血に覚醒、血に飢えた本能の塊と化して村人らを虐殺した「アンセムの悲劇」を引き起こした過去があった。
ハーメルは母を取り戻して全ての災いを封じるために旅を続けており、和解してハーメルのよき理解者となったライエル、魔界軍に滅ぼされた母国ダル・セーニョの仇討ちと復興を誓う小さな王子トロン・ボーンを旅の仲間に加えていく。また、フルートの正体が15年前行方不明になった人類守護の要であるスフォルツェンド公国の女王ホルンの娘と判明し、聖女の血を引くスフォルツェンド王女が持つ癒しの魔法に目覚めていく。
後に魔界軍王のNO.3・妖鳳王サイザーが、赤ん坊の頃魔族にさらわれたハーメルの生き別れの双子の妹と発覚し、紆余曲折の末に仲間に加え、彼らは「五つの大きな希望」と呼ばれるようになっていく。

## 登場人物
『シェルクンチク』の各登場人物に関しては、ハーメルンのバイオリン弾き〜シェルクンチク〜を参照。

## コミックス
いずれも、エニックス（現：スクウェア・エニックス）の漫画レーベルから刊行された。
- ガンガンコミックス
  1. 1991年9月22日刊行、ISBN 4-87025-001-2
  2. 1992年2月22日刊行、ISBN 4-87025-010-1
  3. 1992年7月22日刊行、ISBN 4-87025-023-3
  4. 1992年12月18日刊行、ISBN 4-87025-035-7
  5. 1993年5月22日刊行、ISBN 4-87025-045-4
  6. 1993年8月21日刊行、ISBN 4-87025-055-1
  7. 1994年1月22日刊行、ISBN 4-87025-069-1
  8. 1994年4月22日刊行、ISBN 4-87025-080-2
  9. 1994年8月22日刊行、ISBN 4-87025-090-X
  10. 1994年11月22日刊行、ISBN 4-87025-098-5
  11. 1995年2月22日刊行、ISBN 4-87025-110-8
  12. 1995年9月22日刊行、ISBN 4-87025-127-2
  13. 1995年11月22日刊行、ISBN 4-87025-130-2
  14. 1996年3月22日刊行、ISBN 4-87025-145-0
  15. 1996年8月22日刊行、ISBN 4-87025-158-2
  16. 1996年11月22日刊行、ISBN 4-87025-169-8
  17. 1997年1月22日刊行、ISBN 4-87025-179-5
  18. 1997年2月22日刊行、ISBN 4-87025-187-6
  19. 1997年3月22日刊行、ISBN 4-87025-193-0
  20. 1997年6月21日刊行、ISBN 4-87025-206-6
  21. 1997年8月22日刊行、ISBN 4-87025-216-3
  22. 1997年11月22日刊行、ISBN 4-87025-231-7
  23. 1998年1月22日刊行、ISBN 4-87025-242-2
  24. 1998年3月20日刊行、ISBN 4-87025-283-X
  25. 1998年8月22日刊行、ISBN 4-87025-343-7
  26. 1998年11月21日刊行、ISBN 4-87025-417-4
  27. 1999年3月20日刊行、ISBN 4-87025-475-1
  28. 1999年5月22日刊行、ISBN 4-7575-0027-0
  29. 1999年8月21日刊行、ISBN 4-7575-0067-X
  30. 1999年11月22日刊行、ISBN 4-7575-0129-3
  31. 2000年2月22日刊行、ISBN 4-7575-0173-0
  32. 2000年5月22日刊行、ISBN 4-7575-0248-6
  33. 2000年8月22日刊行、ISBN 4-7575-0291-5
  34. 2000年10月21日刊行、ISBN 4-7575-0337-7
  35. 2000年12月20日刊行、ISBN 4-7575-0369-5
  36. 2001年3月22日刊行、ISBN 4-7575-0418-7
  37. 2001年3月22日刊行、ISBN 4-7575-0419-5
- 廉価版
  - 『ハーメルンのバイオリン弾き 〜最終楽章 歓喜の歌〜』 2008年8月25日刊行、ISBN 978-4-7575-2377-7
ハーメル一行と大魔王ケストラーの決戦クライマックスを収録した。

## ゲーム

### コンピュータゲーム
1995年9月29日にエニックスから発売されたアクションゲームで開発は『南国少年パプワくん』のDaftが担当。プレイヤーがハーメルを操り、フルートを投げたり、着ぐるみを着せたりしながら進んでいく。このシステムには発売当時“ギャル投ゲー”という名称が付けられていた。
ストーリーは全4面で、1面の中に多くのステージを盛り込んでいる。ストーリーは1巻から4巻までの内容を中心にまとめてあり、テレビアニメ版のシリアスさとは対照的に原作のコミカルな部分を前面に押し出した形となっている。1面1面が長く進めるのには時間がかかるにも関わらず、セーブはもちろんパスワード形式などの保存方法がなく、全てクリアするには最初から最後まで中断せずに続けるしかない。しかしそれ故にクリアできた際には相当な達成感が得られるものとなっている。
ハーメルとフルート以外にも、サブキャラクターとしてライエルやオーボウ、サイザーは登場するが、トロンなどは出ていない。
ゲーム中の音楽は基本的に森ヨシユキによるオリジナルだが、アレンジされたモーツァルトやバッハなどのクラシックの名曲もところどころで使われている。

### CDブック
1995年にコミックCDコレクションとして発売された。全三巻。
第一巻から第六巻分までの内容までが収録。
- 『コミックCDコレクション ハーメルンのバイオリン弾き1』 1995年3月10日刊行、ISBN 4-87025-800-5
- 『コミックCDコレクション ハーメルンのバイオリン弾き2』 1995年7月28日刊行、ISBN 4-87025-829-3
- 『コミックCDコレクション ハーメルンのバイオリン弾き3』 1995年11月10日刊行、ISBN 4-87025-852-8

### ゲームブック
ゲームブック ハーメルンのバイオリン弾き
エニックス文庫（ガンガンゲームブックシリーズ）：1996年・初版

## アニメ

### 劇場版
1996年4月20日に「GWアニメフェスティバル'96」として公開された。同時上映は『ドラゴンクエスト列伝 ロトの紋章』『魔法陣グルグル』。
CDブック版のキャスト陣が引き続き参加。ビデオ版購入特典のおまけVHS「劇場版ハーメルンのバイオリン弾き・攻略ビデオ〜特ホウ！？スフォルツェンド公国〜」は原作者・スタッフ・キャストによる楽屋ネタ的な作品となっている。時系列は原作のどこにも当てはまらず、パラレルになっている。

#### スタッフ（劇場版）
- 製作 - 田中迪、本橋浩一、八木ケ谷昭次、千田幸信
- 企画 - 保坂嘉弘、石崎邦彦、中島進、本橋寿一
- 音楽 - 田中公平
- キャラクターデザイン・作画監督 - 加藤裕美
- 美術監督 - 筒井典子
- 製作管理 - 真木透、遠藤重夫
- プロデューサー - 久米憲司、吉田剛、小林正彦
- 監督・脚本 - 今西隆志
- 音響監督 - 早瀬博雪
- 色彩設定 - 佐藤秀一
- 撮影監督 - 平田隆文
- 制作担当 - 安形裕篤
- 編集 - 名取信一、目黒広志、寺野剛
- アニメーション制作 - 日本アニメーション
- 製作 - エニックス、ポニーキャニオン、松竹、日本アニメーション

#### 主題歌（劇場版）
オープニングテーマ
「前を向いて歩こう」
作詞 - 森由里子 / 作曲 - 田中公平 / 編曲 - 山本健司 / 歌 - KUKO

エンディングテーマ
「雨のちハレルヤ～太陽に投げkiss～」
作詞 - 森由里子 / 作曲 - 田中公平 / 編曲 - 山本健司 / 歌 - 横山ホットシスターズ（横山智佐・横山美奈）

#### キャスト
主要キャラはドラマCDのキャスト。
国王
声 - 茶風林
アンディファーナ国の国王。
王妃
声 - 井上喜久子
アンディファーナ国の王妃。娘ベルリラを救出する為、剣を取って戦おうとする。
ベルリラ姫
声 - 丹下桜
アンディファーナ国の王女。メデューサの魔法で猫の姿にされ、囚われの身になるが、ハーメル達に救出される。ハーメルは美しい王女を期待していたが、実際は幼い少女だった。
メデューサー
声 - 小宮和枝
アンディファーナ国侵攻を指揮した女魔族で、自分を美しいと言っている。石化魔法でライエル達を石化した。終盤で冥法王ベースの部下であることが判明する。
ボスモンスター
声 - 島香裕
冥法軍兵士
声 - 長島雄一、中田雅之
住民
声 - 坂東尚樹

### テレビアニメ
1996年10月2日から1997年3月26日までテレビ東京系で放送された。全25話。当時人気を博していた新世紀エヴァンゲリオンに似たシリアスな作風をというプロデューサーの意向で、原作の持ち味であるギャグシーンを抹消したダークファンタジーとなった。また、出演声優もホルン女王を除き一新された。序盤にほんの僅かだがコミカルな描写があるように元々は多少のギャグも盛り込む予定だったが、監督の西村純二によるとストーリーのドラマ性を重視した結果入れる余裕がなくなったため、結果的にギャグを省いた形になったという。第1話、最終話でオープニング、エンディングがカットされているのも、演出というよりは1話分のストーリーが長すぎて尺が足りなくなったため。
当初は1997年9月までの1年間の放送予定だったが、視聴率が振るわなかったことや、スポンサーが原作に似せた作風を予期していたこともあり、初期で半年までの放送短縮が決定した。そのため2クール目中盤で1年ほど話が飛ぶ。また、そのあおりを受けて本編では強引なストーリー展開が多く見られ、主題歌をとっても前半と後半で全く異なるタイプのものになるなど、作品の方向性についての混乱も見受けられた。なお、シリーズ全体を通して止め絵が多用され、紙芝居の様なシーンが多く見受けられるが、これは監督インタビュー（アニマックス・創ったヒト）によると低予算やスケジュールとは一切関係なく、意図的な演出という。ただ、このような当時のアニメーションとしても奇抜ともいえる手法を取った理由として、同時期に放送された『新世紀エヴァンゲリオン』に感化されたということも監督は述べている。
監督が「大きな悲劇の物語」と形容したように、原作を踏まえた上で原作の人間賛歌的なテーマを反転させた陰鬱なストーリーの数々は、もはやオリジナル作品ともいうべき程に大胆なアレンジが加えられている。原作者自身は「ギャグを入れるとかえって伝えたいメッセージが霞んでしまう」と、この路線を評価している。監督曰く、設定に関する「謎解き」ではなく、登場人物たちの葛藤を軸にした「ストーリー」で見せる作品というコンセプト、との事である。
アニメ版のベースはベースとリュートが同時に声を発するという形式で、二人の声優で演じている。また、2つの首を持つドラムは声優が一人だがベースのようなステレオではなく、片方が喋り、もう片方が唸り声を上げている演出がされている。
ソフト化はビデオ、LDでそれぞれ全6巻が発売されているが、全5話収録の6巻はLDのみ2枚組という異例の形態になっている。
2007年11月9日から11月30日まで、DVD-BOX発売の宣伝を兼ねて、TOKYO MXでセレクション放送された。

#### ストーリー
山間部に位置する平穏なスタカット村。大きなバイオリンを持った青年・ハーメルと幼なじみの少女フルートは幸せに暮らしていたが、村の星祭りの直前、魔族に襲われ倒れていた魔法王国スフォルツェンド公国の使者を「よそ者には関わらない」という村の禁忌を破って助けたことで、穏やかな日々は終わりを告げる。
実はフルートの正体は聖なる血筋を受け継ぐスフォルツェンド公国の王女であり、スタカット村は15年前に女王ホルンの命令で生まれたばかりのフルートを魔族から守るため、スフォルツェンドの忠臣達が法力で外界との間に結界を貼って作ったまやかしの世界に過ぎなかった。そして、ハーメルの頭に突然現れた角は結界に綻びが生じた印だったのである。
そして星祭りの夜、スタカット村に侵入した魔族に襲われて村人は全滅。燃え盛る村を後にしたハーメルとフルートはスフォルツェンドを目指して旅に出るが、ハーメルの13年前に失われた記憶の謎と共に不穏な空気を醸し出していく。そして、それは二人の途方もない過酷な運命、そして「終わりなきひとつの道」の始まりだった――

#### スタッフ（テレビアニメ）
- 総指揮 - 伊地知彬（第1話～第12話）、稲葉昭典（第13話～第25話）
- 原作 - 渡辺道明
- 監督 - 西村純二
- シリーズ構成 - 今川泰宏
- キャラクターデザイン - 中嶋敦子
- 美術監督 - 加藤賢司
- 撮影監督 - 藤倉直人
- 編集 - 森田清次、高山智江子
- 音楽 - 田中公平
- 録音演出 - 亀山俊樹
- プロデューサー - 渡辺隆
- アニメーションプロデューサー - 白井勝也
- アニメーション制作 - スタジオディーン
- 製作 - ポニーキャニオン

#### 主題歌
オープニングテーマ
「MAGICAL：LABYRINTH//」 （第2話 - 第12話）
作詞・作曲 - 高見沢俊彦 / 編曲 - 上野圭市 / 歌 - Skirt
「未完成協奏曲」（第13話 - 第24話）
作詞 - 冬杜花代子 / 作曲・編曲 - 田中公平 / 歌 - 錦織健

エンディングテーマ
「傷だらけのツバサ」（第2話 - 第12話）
作詞 - 池谷ひろ氏 / 作曲・編曲 - 藤尾領 / 歌 - IKEBUKURO
「太陽と月に背いて」（第13話 - 第24話）
作詞・作曲 - 山口由子 / 編曲 - 中村修司 / 歌 - 山口由子

#### 各話リスト
| 話 | 放送日         | サブタイトル                         | 脚本     | 絵コンテ          | 演出     | 作画監督          |
| -- | -------------- | ------------------------------------ | -------- | ----------------- | -------- | ----------------- |
| 1  | 1996年 10月2日 | 鎮魂歌（レクイエム）                 | 今川泰宏 | 西村純二          | 守岡博   | 中嶋敦子          |
| 2  | 10月9日        | 運命のくるみ割り人形（マリオネット） | 今川泰宏 | 西村純二          | 渡辺純央 | 室井聖人          |
| 3  | 10月16日       | 白鳥の湖                             | 今川泰宏 | 清水明            | 清水明   | 斎藤哲人          |
| 4  | 10月23日       | アンセムの追憶                       | 今川泰宏 | 菱川直樹          | 菱川直樹 | 室井ふみえ        |
| 5  | 10月30日       | ダルセーニョ炎上                     | 今川泰宏 | 西村純二          | 守岡博   | 佐藤和巳          |
| 6  | 11月6日        | 五つの希望の名の下に                 | 今川泰宏 | 渡辺純央          | 渡辺純央 | 室井聖人          |
| 7  | 11月13日       | 後継者・ハーメル                     | 今川泰宏 | 西村純二          | 清水明   | 斎藤哲人          |
| 8  | 11月20日       | パンドラの箱                         | 今川泰宏 | 菱川直樹          | 菱川直樹 | 室井ふみえ        |
| 9  | 11月27日       | 勃発!第二次スフォルツェンド大戦      | 今川泰宏 | 渡辺純央          | 守岡博   | 佐藤和巳          |
| 10 | 12月4日        | 《人》と《魔》の狭間に…              | 今川泰宏 | 渡辺純央          | 渡辺純央 | 斎藤哲人 津幡佳明 |
| 11 | 12月11日       | 真実の鏡                             | 今川泰宏 | 白旗伸朗          | 清水明   | 数井浩子          |
| 12 | 12月25日       | 旅の終わりに                         | 今川泰宏 | 菱川直樹          | 菱川直樹 | 室井ふみえ        |
| 13 | 1997年 1月3日  | 戦いの傷痕                           | 今川泰宏 | 篠原俊哉          | 守岡博   | 佐藤和巳          |
| 14 | 1月8日         | 新たなる旅立ち!                      | 今川泰宏 | 渡辺純央          | 鈴木芳成 | 津幡佳明          |
| 15 | 1月15日        | 別れの港（まち）・センザ             | 今川泰宏 | 須永司            | 清水明   | 数井浩子          |
| 16 | 1月22日        | 滅亡国家・スラー                     | 今川泰宏 | 菱川直樹          | 菱川直樹 | 室井ふみえ        |
| 17 | 1月29日        | 魔族として                           | 今川泰宏 | 篠原俊哉          | 守岡博   | 佐藤和巳          |
| 18 | 2月5日         | ラスト・ショー                       | 今川泰宏 | 渡辺純央          | 渡辺純央 | 津幡佳明          |
| 19 | 2月12日        | 心 乱れて…                           | 今川泰宏 | 須永司            | 清水明   | 数井浩子          |
| 20 | 2月19日        | 復讐の幕開け                         | 今川泰宏 | 菱川直樹          | 菱川直樹 | 室井ふみえ        |
| 21 | 2月26日        | ツィゴイネルワイゼン                 | 今川泰宏 | 篠原俊哉          | 守岡博   | 佐藤和巳          |
| 22 | 3月5日         | 最後の『皇帝』                       | 今川泰宏 | 渡辺純央          | 渡辺純央 | 津幡佳明          |
| 23 | 3月12日        | たち切れぬ絆                         | 今川泰宏 | 須永司            | 清水明   | 数井浩子          |
| 24 | 3月19日        | 開かれた箱                           | 今川泰宏 | 菱川直樹          | 菱川直樹 | 室井ふみえ        |
| 25 | 3月26日        | 終りなき ひとつの道                  | 今川泰宏 | 四阿蔵志 西村純二 | 守岡博   | 佐藤和巳          |

| テレビ東京 水曜17:00枠                                               | テレビ東京 水曜17:00枠                  | テレビ東京 水曜17:00枠                                     |
| 前番組                                                               | 番組名                                  | 次番組                                                     |
| -------------------------------------------------------------------- | --------------------------------------- | ---------------------------------------------------------- |
| （再放送枠）                                                         | ハーメルンのバイオリン弾き              | スーパーフィッシング グランダー武蔵                        |
| TOKYO MX 金曜18:30枠（ポニーキャニオン製作作品のセレクション放送枠） |                                         |                                                            |
| 南海奇皇 セレクション                                                | ハーメルンのバイオリン弾き セレクション | ああっ女神さまっ 小っちゃいって事は便利だねっ セレクション |

## 関連書籍
ノベルス
- 工藤治 著 / 渡辺道明 原作『小説 ハーメルンのバイオリン弾きI 天使のコンチェルト』 1996年2月2日刊行、ISBN 4-87025-869-2
- 工藤治 著 / 渡辺道明 原作『小説 ハーメルンのバイオリン弾きII 超天才バイオリニストはかく語りき』 1996年7月26日刊行、ISBN 4-87025-899-4
- 工藤治 著 / 渡辺道明 原作『小説 ハーメルンのバイオリン弾きIII 裏切りの聖地』 1997年4月4日刊行、ISBN 4-87025-960-5

ガイドブック
- 『ハーメルンのバイオリン弾きスペシャル』 1996年2月16日刊行、ISBN 4-87025-872-2
- 『ハーメルンのバイオリン弾き パーフェクトガイドブック』 1998年3月27日刊行、ISBN 4-87025-253-8

フィルムコミックス
- 『ハーメルンのバイオリン弾き 劇場映画版コミックス』 1996年5月31日刊行、ISBN 4-87025-887-0

ポストカードブック
- 『ピクチャーポストカード ハーメルンのバイオリン弾き』 1996年7月12日刊行、ISBN 4-87025-895-1